# Тупик (Верхньосалдинський міський округ)
Тупи́к (рос. Тупик) — селище у складі Верхньосалдинського міського округу Свердловської області.
Населення — 2 особи (2010, 0 у 2002).